# Rajasaure
El rajasaure (Rajasaurus) és un gènere de dinosaure abelisàurid carnívor que presentava una inusual cresta sobre el cap. Els seus ossos foren descoberts entre els anys 1982 i 1984 per Suresh Srivastava de la "Geological Survey of India" (GSI). La troballa feta a Rahioli, districte de Kheda, Gujarat, Índia, en la vall Narmada, fou anunciada com a pertanyent a un nou gènere de dinosaure per científics americans i indis l'any 2003.